# FIA Fahrereinstufung
Die FIA Fahrereinstufung (engl. FIA Driver Categorisation) ist eine jährlich herausgegebene Einstufung der FIA für Automobilrennfahrer. Die Einstufungen kommen unter anderem zum Tragen, wenn mehrere Fahrer sich während eines Rennens einen Wagen teilen (z. B. FIA-Langstrecken-Weltmeisterschaft oder ADAC GT Masters). Unterschieden wird in den Kategorien Bronze, Silber, Gold und Platin.

## Bedingungen der Einstufung
(Quelle:)

### Platin
Die Bedingungen für die Einstufung in Platin sind:
- Maximalalter 50 Jahre und
- Superlizenz der Formel 1 und/oder
- Sieg beim 24-Stunden-Rennen von Le Mans und/oder
- Werkspilot eines Automobilherstellers und/oder
- Top-10-Platzierung in der Champ Car, IndyCar Series oder GP2-Serie und/oder
- Top-6-Platzierung in einer Formel-3-Serie oder World Series by Renault

### Gold
Die Bedingungen für die Einstufung in Gold sind:
- Platinbedingungen erfüllt, jedoch zwischen 50 und 59 Jahren alt und/oder
- Meisterschaft in der Kart-Weltmeisterschaft oder einer Monoposto-Serie und ist jünger als 35 Jahre und/oder
- Top-10-Platzierung in einer zweitklassigen internationalen Monoposto-Serie und/oder
- Top-5-Platzierung in einer Einstiegs-Monoposto-Serie und/oder
- Top-3-Platzierung in einem Markenpokal bzw. einer Markenformel

### Silber
Die Bedingungen für die Einstufung in Silber sind:
- Maximal 30 Jahre alt, jedoch keine der Bedingungen für Platin oder Gold erfüllt und/oder
- Platinbedingungen erfüllt, jedoch älter als 59 Jahre und/oder
- Meisterschaft in einer nationalen oder internationalen Meisterschaft zusammen mit einem Profifahrer geholt (z. B. ADAC GT Masters oder Blancpain Series) und/oder
- Meisterschaft in einer nicht-professionellen Serie (z. B. Ferrari Challenge oder Lamborghini Supertrophy)

### Bronze
Die Bedingungen für die Einstufung in Bronze sind:
- eine internationale B-Lizenz ohne eine der oben genannten Bedingungen zu erfüllen